# Miranowo
Miranowo – osada leśna w Polsce położona w województwie wielkopolskim, w powiecie gostyńskim, w gminie Gostyń. W pobliżu znajduje się florystyczny rezerwat przyrody "Miranowo".
W latach 1975–1998 miejscowość administracyjnie należała do województwa leszczyńskiego.